# Holorusia punctifrons
Holorusia punctifrons är en tvåvingeart som först beskrevs av Camillo Rondani 1875.  Holorusia punctifrons ingår i släktet Holorusia och familjen storharkrankar. Inga underarter finns listade i Catalogue of Life.